# だんQくん
だんQくんは、平成時代の日本のマスコットキャラクターの一つ。長野県豊丘村のマスコットキャラクター。

## 概要
豊丘村が村政施行55周年を記念し、イメージキャラクターの作成に伴い、一般公募より決定。村が村内外から図案を公募し、応募167点の中から選ばれた。制定年月日は平成22年7月1日。豊丘村の各種行事をはじめ、全国的なイベント、メディアにおいて活躍中。

## 由来
- 南アルプスの前山、伊那山脈の最高峰である鬼面山、村内を流れる清流などの豊かな自然をモチーフにしている。
- 天竜川からなる河岸段丘の地形の景観が日本一とも言われることから名前をとっている。
- かぶっている帽子は河岸段丘をモチーフに名産のリンゴ、市田柿、日本でも有数の産地である松茸と村の花コブシをあしらっている。

## プロフィール
産まれも、育ちも、豊丘村。鬼面山の妖精で、きれいな清流に揺られてやってきた。モットーは早寝早起き朝ごはん。
- 年齢：5歳5ヶ月
- 性別：妖精
- 身長：まつたけ1本分(豊丘村産)
- 体重：まつたけ1本分(豊丘村産)
- 性格：おっとりマイペース時々ドジっ子
- 大好き：まつたけのすき焼き
- ちょっと苦手：しかさん、いのししさん、おさるさん(食べられちゃうから)
- 長所：誰とでも仲良くなれる
- 残念ポイント：ちょっと足がみじか…
- 趣味：市田柿づくり、りんご狩り
- 特技：果物をおいしくするおまじない(ロシマク　ノワカ　ロシマク　ノワカ　おいしくな～れ　キュー!)

## その他
- 2013年2月からのアサヒ飲料「十六茶」のテレビCMに長野県代表として出演。
- 公式グッズとしてストラップ、ぬいぐるみなどを村内コンビニなどで発売。